# Scoliacma asuroides
Scoliacma asuroides är en fjärilsart som beskrevs av Rothschild 1916. Scoliacma asuroides ingår i släktet Scoliacma och familjen björnspinnare. Inga underarter finns listade.